# Tui Na
El Tui Na, o tuina, es una rama de la medicina china tradicional que utiliza el masaje como medio terapéutico. Anteriormente a la dinastía Ming se denominaba Anmo - y fue también antecesor de la masaje japonés Anma o del actual shiatsu - aunque no ha decaído el uso de este término en muchos lugares de China.
La denominación Tuina apareció por primera vez en la dinastía Ming, sustituyendo al término Anmo en las obras[cita requerida] de “Xiao Er Tuina Fang Mai Huo Ying Mi zhi Quan Shu” (Compendio de secretos de Tuina infantil y de recetas para enfermedades pediátricas) y de “Xiao Er Tuina Mi Jue” (Secretos de Tuina infantil).
La evolución de dicho término nos indica el grado de desarrollo operado en esta terapia y el enriquecimiento de conocimientos en esta materia.

## Anmo
El Anmo, en su periodo inicial, se limitaba al tratamiento de unas pocas enfermedades por medio de dos maniobras básicas: apretar y friccionar. Apretar consiste en ejercer fuerza únicamente hacia abajo y friccionar consiste en maniobrar de forma circular sobre la superficie corporal.
A medida que fue ampliándose el alcance de su tratamiento, aumentaron los movimientos de la mano, pues en la práctica, se descubrió que el hacer fuerza en diferentes direcciones proporcionaba distintos resultados terapéuticos. Como consecuencia, fueron apareciendo nuevos movimientos de la mano que dirigían la fuerza en distintas direcciones, por ejemplo, apretar, consistente en hacer fuerza sobre el cuerpo; levantar, que requiere aplicar fuerza hacia arriba; exprimir, consistente en hacer fuerza desde dos lados en sentido opuesto.
Mientras tanto, Anmo fue haciendo concesiones al término Tuina, que es más explícito.

## Orígenes
El Tuina es una de las terapias más antiguas de la humanidad. El hombre, desde sus inicios, tenía que trabajar para vivir y luchar en contra de los factores perjudiciales de la naturaleza y, a la vez, contra heridas, lesiones o enfermedades provocadas por el trabajo y la lucha, que constituían las principales amenazas contra su vida.
Como el Anmo (masaje) hacía desaparecer o aliviar el dolor, se fue incorporando como una terapia.
En el uso del masaje como tratamiento se sintetizaban experiencias y, en consecuencia, se desarrolló el Tuina, una nueva terapia sistemática.

## Desarrollo
Este sistema curativo se inició en la dinastía Qin y se desarrolló en la dinastía Han, en la que aparecieron dos grandes obras médicas: “Huang-Di Nei Jing” (Canon de Medicina) y “Huang Di Qi Bo An Mo Shi Juan” (Diez tomos de Anmo). Estas dos obras han establecido, por primera vez, el sistema teórico íntegro de la Medicina china tradicional y han tratado el Anmo como una rama terapéutica de la medicina china. Por lo tanto se puede afirmar que el Tuina es una de las terapias más antiguas de la humanidad y constituye una de las partes principales de la Medicina china tradicional.
En las dinastías Sui y Tang se desarrolló también el masaje con cataplasmas, consistente en dar masaje en la superficie corporal untada con cremas medicinales, método que evita lesionar la piel por la fricción y combina las funciones de masaje con las de medicamento.
En este período, el masaje cobró un gran auge como consecuencia del elevado poder curativo en diversas enfermedades, transmitiéndose a países tales como Corea, Japón o la India, como resultado del desarrollo de intercambios culturales de China con el extranjero y del desarrollo económico y cultural del país.
En la dinastía Ming, no sólo existía la especialidad de masaje, sino que se formó el sistema propio de Tuina pediátrico, hecho posible por haber acumulado abundantes experiencias en el tratamiento de enfermedades infantiles. Un ejemplo de ello sería en cuanto a los puntos en los cuales se aplicaba el masaje pediátrico, se distinguían en forma de punto, línea y plano.
En la dinastía Qing el uso del Tuina se extendió entre la población como consecuencia de su alta eficacia curativa. Se sintetizaron los movimientos de Tuina con indicaciones de síndromes traumáticos en el “Yi Zong Jin Jian” (Colección de la Medicina), que definió ocho movimientos de Tuina traumático: tocar, juntar, tener con dos manos, levantar, apretar, friccionar, empujar y pellizacar elevando.
Por último, durante el período de la República China y la República Popular China, la terapéutica de Tuina cobró especial relevancia, aplicándose en diferentes especialidades clínicas, como la medicina interna, cirugía, ginecología, pediatría, traumatología, otorrinolaringología, oftalmología, estomatología, etc. Al mismo tiempo, se comenzó a investigar los fundamentos fisiológicos de Tuina y sus principios curativos.
Desde la creación de la primera facultad de Tuina en Shanghái, en 1979, se vienen estableciendo facultades o especialidades de Tuina en distintos Institutos de Medicina china tradicional.

## Terapia
El Tuina es una parte integrante de la Medicina china tradicional, cuyo sistema teórico está establecido tomando como base abundantes experiencias clínicas y pensamientos filosóficos desde sus inicios.
El Tuina ha sido la primera especialidad que ha acumulado ricas experiencias clínicas para la teoría de la Medicina china tradicional y, así, ha efectuado un considerable aporte al establecimiento de dicho sistema teórico.
Esta terapéutica, aunque externa de la Medicina china tradicional, se basa en sus principios generales, es decir, tonificar el Xu y dispersar el Shi, estimular lo antipatógeno y eliminar el patógeno, reajustar el equilibrio entre el Yin y el Yang y recuperar la armonía circulatoria del Qi y Xué.
La terapia consiste en realizar movimientos con las manos sobre la superficie corporal, en zonas muy determinadas y concretas, o en puntos claves. La eficacia terapéutica de los movimientos de las manos depende de los siguientes factores:
- De la naturaleza y de la intensidad de los movimientos.
- De la particularidad de las zonas predeterminadas.
- De los puntos donde se aplican dichos movimientos.

De acuerdo con la naturaleza e intensidad de movimientos y la parte o punto en que se apliquen, la terapéutica de Tuina tiene ocho métodos: calentar, tonificar, desobstaculizar, evacuar, transpirar, armonizar, dispersar y eliminar.

## Beneficios del Tui Na en el cuerpo
Tui Na tiene la capacidad de:
- Promover y vigorizar el flujo de Qi y Xué.
- Expulsar, limpiar, disipar y drenar los factores patógenos
- Regular el Qi y la Xué.
- Armonizar el Yin y el Yang
- Nutrir, tonificar, fortalecer y sostener el Qi y la Xué, Yin y Yang
- Mejorar y regular las funciones de los órganos internos
- Liberar y relajar los canales tendino-musculares
- Lubricar y facilitar el movimiento de las articulaciones
- Suavizar el flujo del Qi y calmar las emociones